# Thomas Struth
Thomas Struth (Gheldria, 11 ottobre 1954) è un fotografo tedesco, noto per le sue serie di fotografie ritraenti musei e siti storici con all'interno gli spettatori che vengono inconsapevolmente catturati dalla macchina fotografica nel compiere le proprie azioni.
Tra gli artisti più importanti della sua generazione, la sua foto dell'interno del Pantheon di Roma è stata venduta da Sotheby's per 1,8 milioni di dollari, rendendola uno degli scatti più costosi di sempre.